# Лачиновский сельсовет (Пензенская область)
Лачиновский сельсовет — сельское поселение в Колышлейском районе Пензенской области Российской Федерации.
Административный центр — село Красная Горка.

## История
Статус и границы сельского поселения установлены Законом Пензенской области от 2 ноября 2004 года № 690-ЗПО «О границах муниципальных образований Пензенской области».
Законом Пензенской области от 15 сентября 2010 года № 1945-ЗПО в состав Лачиновского сельсовета вошел упразднённый Чубаровский сельсовет.

## Население
| 2002  | 2010  | 2012  | 2013  | 2014  | 2015  | 2016  |
| ----- | ----- | ----- | ----- | ----- | ----- | ----- |
| 1803  | ↘1697 | ↗2025 | ↘1976 | ↘1916 | ↘1875 | ↘1809 |
| 2017  | 2018  | 2021  |       |       |       |       |
| ↘1779 | ↘1716 | ↘1601 |       |       |       |       |

## Состав сельского поселения
| № | Населённый пункт | Тип населённого пункта       | Население |
| - | ---------------- | ---------------------------- | --------- |
| 1 | Красная Горка    | село, административный центр | ↘1614     |
| 2 | Лачиновка        | деревня                      | ↘83       |
| 3 | Чубаровка        | село                         | ↘381      |